# Qingdao West Coast
El Qingdao West Coast (en chino simplificado, 青岛青春岛足球俱乐部) es un equipo de Fútbol de China que juega en la Superliga de China, la máxima división nacional.

## Historia
Fue fundado el 20 de agosto de 2007 en la ciudad de Qingdao en la provincia de Shandong con el nombre Qingdao Kangtaiyuan por la Qingdao Kangtine Commercial Concrete Co., Ltd inicialmente como un equipo compuesto por sus trabajadores, y en sus primeros años eran un equipo que se limitaba a los torneos locales y al fútbol sala. En 2011 participa en un torneo oficial cuando juega en la copa de la ciudad donde es eliminado en octavos de final. Al año siguiente se une al sistema del fútbol chino en la sétima división.
En 2017 termina en tercer lugar de la liga de la ciudad, y cambia su nombre por el de Qingdao Kangtine, inscribiéndose en la China Amateur Football League por primera vez. Avanzó a la fase nacional donde fue eliminado en la primera ronda por el Qinghai Zhuangbo.
En 2018 es campeón de la liga de la ciudad y clasifica a la Chinese Champions League, pero fue eliminado por el Taizhou Yuanda en el play-off regional y quedó fuera de la fase nacional.
En 2019 pasa a llamarse Qingdao Zhongchuang Hengtai y es eliminado por el Shandong Wangyue en la fase de grupos, pero fue admitido en la fase nacional por el abandono del Huizhou Huixin. Finalizaría en octavo lugar, por lo que fue admitido en la China League Two por primera vez en su historia. También ganó la liga de Qingdao, Copa y Supercopa en ese año.
En enero de 2021 pasa a llamarse Qingdao Youth Island. Terminó en cuarto lugar y clasificó a la ronda de playoff de ascenso contra el Beijing BIT, que terminó en el lugar 17 de la China League One. Qingdao ganó 5-4 en penales después de empatar 2-2 en el marcador global, con lo que logra el ascenso a la China League One por primera vez en su historia.
Al inicio de la temporada 2023 pasa a llamarse Quingdao West Coast y logra el ascenso a la Superliga de China por primera vez.

## Nombres
- 2007–2017: Qingdao Kangtaiyuan F.C. (青岛康太源)
- 2017–2018: Qingdao Kangtine F.C. (青岛康太源)
- 2019–2020: Qingdao Zhongchuang Hengtai F.C. (青岛中创恒泰)
- 2021–2022: Qingdao Youth Island F.C. (青岛青春岛)
- 2023–presente: Qingdao West Coast F.C. (青岛西海岸)